# 畠中祐
畠中 祐（はたなか たすく、1994年8月17日 - ）は、日本の声優、俳優、歌手。神奈川県相模原市南区出身。賢プロダクション所属。妻は同じく声優の千本木彩花。

## 経歴
父が畠中洋、母が福島桂子の芸能一家。両親が共に役者なので、家の中でも普通の会話なのかセリフなのかよくわからないような環境で育った。そのため幼いころからずっと「自分は役者になる」と思っていたという。本人は、役者になろうと思ったきっかけがウルトラマンで、『ウルトラマンティガ』『ウルトラマンダイナ』『ウルトラマンガイア』世代で、子供のころは七夕の短冊にも書くほどウルトラマンになりたいと思い、小学生になったらそのスーツアクターになりたいと思って役者を意識し始めたと話している。小学4年生のころにそのことを母親に話したところ「まだあんたは中途半端すぎる」と言われる。母親が言うには、役者というのは個性の商売であり、キャラが立ってないとやっていけないということで、そのころ畠中本人はちょうど太り気味だったということで「痩せて普通の役者になるか、そのままめちゃくちゃ太ってキャラの立った役者になるか」と言われたという。しかし本人は今すぐには決められない、でも役者はしたいといった思いを伝えたところ、教えられたのが声優という仕事だった。
小学5年生の時、一般公募オーディションで主人公に抜擢されたウォルト・ディズニー・ピクチャーズの映画『ナルニア国物語』のエドマンド・ペベンシー役の吹き替えで2006年3月に声優デビュー。ディズニー繋がりで他の作品にも呼ばれるようになり、そこで知り合った音響監督からテレビアニメ『遊☆戯☆王ZEXAL』のオーディションに誘われる。
神奈川県立相模大野高等学校1年生の時、『遊☆戯☆王ZEXAL』のオーディションに合格し、主人公の九十九遊馬役を演じ、2011年4月よりテレビアニメに初出演する。現場ではできないことだらけで、アフレコ後は毎回泣いて帰ったという。この経験から芝居へのやりがいを見つける。畠中の目標は「声優や俳優という枠にとらわれず、いろんな場面で活躍できる役者になること」としている。歌うことも好きなため、ミュージカルにも興味があるという。
桜美林大学芸術文化学群演劇・ダンス専修に進学。鐘下辰男演出の舞台を観て感激したことから、鐘下が准教授を務める桜美林を進学先に選んだ。大学進学と同時に賢プロダクションに所属し、本格的に声優活動を始める。大学では演劇を専攻し、「演劇を考える素材」として心理学や社会学を学ぶ。
2017年3月に開催された『KENPROCK Festival 2017』にてランティスからソロアーティストデビューすることが発表された。ゲーム『夢色キャスト』のオーディション時にランティスと知り合い、プロデューサーからアーティストデビューを誘われていた。ケンプロックに出演が決まり、当初は『夢色キャスト』の曲を歌う予定だったが「そこでデビュー発表をしませんか」と再度誘われてデビューが実現した。
2019年12月29日、声優の千本木彩花との結婚を発表した。
2020年、役者になるきっかけとなったウルトラシリーズについて、『ウルトラマンZ』でウルトラマンゼット役での出演を果たす。

## 人物
趣味・特技は散歩、空手、バスケットボール、歌、ダンスである。

## 出演
太字はメインキャラクター。

### テレビアニメ
2011年
- 遊☆戯☆王ZEXAL（2011年 - 2014年、九十九遊馬、天城カイト〈口笛吹き替え〉） - 2シリーズ

2014年
- ガンダム Gのレコンギスタ（生徒）
- 幕末Rock（正義隊）
- ピンポン THE ANIMATION（部員A、片瀬部員A、生徒B、学生A）

2015年
- 赤髪の白雪姫（兵士A）
- うしおととら（2015年 - 2016年、蒼月潮） - 2シリーズ
- ガンスリンガー ストラトス（学生）
- 黒子のバスケ（持田礼二）
- トランスフォーマー アドベンチャー（ジェットストーム）
- パックワールド（火のゴースト）
- ワールドトリガー（2015年 - 2021年、笹森日佐人） - 3シリーズ

2016年
- 甲鉄城のカバネリ（生駒）
- ジョジョの奇妙な冒険 ダイヤモンドは砕けない（サトル）
- チア男子!!（森尚史）
- バッテリー（永倉豪）
- 僕のヒーローアカデミア（2016年 - 2024年、上鳴電気、パイロット） - 7シリーズ
- ポケットモンスター XY&Z（タケル）

2017年
- 武装少女マキャヴェリズム（納村不道）
- ね子とま太（ま太）
- ナナマル サンバツ（井上大将）
- EVIL OR LIVE（艾吾豆）
- フューチャーカード バディファイトX（気毒スルー）

2018年
- バジリスク 〜桜花忍法帖〜（甲賀八郎）
- まめねこ（豆之助）
- キャプテン翼（第4作）（2018年 - 2024年、森崎有三、箕輪正太、修哲監督、小田〈ふらの小〉/ 小田和正、神田誠次 他） - 2シリーズ
- 銀河英雄伝説 Die Neue These 邂逅（ラオ）
- 奴隷区 The Animation（砂川ムサシ）
- 踏切時間（斎藤）
- 進撃の巨人（2018年 - 2021年、フレーゲル・リーブス） - 2シリーズ
- 俺が好きなのは妹だけど妹じゃない（永見祐）

2019年
- ドメスティックな彼女（松川・J・アレックス）
- モブサイコ100 シリーズ（2019年 - 2022年、ヨシフ） - 2シリーズ
- 川柳少女（毒島エイジ）
- KING OF PRISM -Shiny Seven Stars-（香賀美タイガ）
- ダイヤのA actII（2019年 - 2020年、浅田浩文、三石輝司、中川翔）
- ナカノヒトゲノム【実況中】（駆堂アンヤ）
- 星合の空（新城柊真）

2020年
- 織田シナモン信長（鞍切景秀）
- ギャルと恐竜（ナオタロー）
- 啄木鳥探偵處（成瀬）
- 炎炎ノ消防隊 シリーズ（2020年 - 2025年、52〈青年〉 / 52） - 2シリーズ
- ゴールデンカムイ（2020年 - 2023年、花沢勇作） - 2シリーズ
- A3!（兵頭九門）

2021年
- プレイタの傷（虎尊イツキ）
- SK∞ エスケーエイト（喜屋武暦）
- MARS RED（栗栖秀太郎）
- ましろのおと（田沼総一）
- 東京リベンジャーズ（2021年 - 2023年、柴八戒） - 3シリーズ
- RE-MAIN（猪俣ババヤロ豊）
- かげきしょうじょ!!（辻陸斗）

2022年
- 機動戦士ガンダム 水星の魔女（2022年 - 2023年、ヌーノ・カルガン） - 2シリーズ
- 悪役令嬢なのでラスボスを飼ってみました（オーギュスト・ツェルム）
- ポプテピピック TVアニメーション作品第二シリーズ（ポプ子〈第6話Bパート〉）
- 後宮の烏（史顕）

2023年
- セブンボイスミュージアム〜名画と7人の巨匠たち〜（藤田業穂）
- 吸血鬼すぐ死ぬ2（温泉の人）
- 贄姫と獣の王（ラントベルト）
- オーバーテイク!（小牧錮太郎）
- MFゴースト（2023年 - 2024年、緒方） - 2シリーズ
- B-PROJECT〜熱烈*ラブコール〜（倉田永輔）
- とあるおっさんのVRMMO活動記（ツヴァイ）
- Paradox Live THE ANIMATION（伊藤紗月）
- アンダーニンジャ（日比奇跡）
- ひきこまり吸血姫の悶々（メラコンシー）
- ラグナクリムゾン（2023年 - 2024年、シン・カトラス）

2024年
- ゆびさきと恋々（伊柳心）
- ポケットモンスター（2024年 - 2025年、ジニア、タイカイデン、トレーナー、ルガルガン、コレクレー）
- オーイ!とんぼ（凜太郎）
- 新米オッサン冒険者、最強パーティに死ぬほど鍛えられて無敵になる。（アドルフ）
- シンカリオン チェンジ ザ ワールド（2024年 - 2025年、海風ツクモ）
- 最凶の支援職【話術士】である俺は世界最強クランを従える（ロキ）

2025年
- Sランクモンスターの《ベヒーモス》だけど、猫と間違われてエルフ娘の騎士として暮らしてます（タマ）
- 黒岩メダカに私の可愛いが通じない（木戸譲）
- えぶりでいホスト（リョーイチ）
- プリンセッション・オーケストラ（副官）
- クレバテス-魔獣の王と赤子と屍の勇者-（ファビオ）
- ブスに花束を。（新橋努）

2026年
- ヘルモード 〜やり込み好きのゲーマーは廃設定の異世界で無双する〜（ドゴラ）

時期未定
- 多聞くん今どっち!?（橘敬人）

### 劇場アニメ
2010年代
- 劇場版 TIGER & BUNNY -The Rising-（2014年、ネイサンの同級生）
- カゲロウデイズ-in a day's-（2016年）
- KING OF PRISMシリーズ（2016年 - 2025年、香賀美タイガ） - 5作品
- BLAME!（2017年、シロウ）
- 交響詩篇エウレカセブン ハイエボリューション1（2017年、ブリッジクルーB）
- 未来のミライ（2018年、男子高校生）
- 僕のヒーローアカデミア THE MOVIEシリーズ（2018年 - 2019年、上鳴電気） - 2作品
- 甲鉄城のカバネリ 海門決戦（2019年、生駒）
- Gのレコンギスタ I 行け！コア・ファイター（2019年、生徒）

2020年代
- 宇宙戦艦ヤマト2205 新たなる旅立ち（土門竜介） - 2作品
- バブル（2022年、電気ニンジャ・リーダー）
- 夏へのトンネル、さよならの出口（2022年、加賀翔平）
- アリスとテレスのまぼろし工場（2023年、新田篤史）
- 駒田蒸留所へようこそ（2023年、後輩）

### OVA
- 俺が好きなのは妹だけど妹じゃない （2019年、永見祐） - BD/DVD第1・2巻に収録

### Webアニメ
- にゃんころり 〜けんぷろ学園〜（2013年、ハタ）
- NOBLESSE:Awakening（2016年、YUSUKE TASHIRO）
- ひかり 〜刈谷をつなぐ物語〜（2016年、佐野[83]）
- ニクいよっ！カルビくん〜煙が目にしみる〜（2018年、カルビくん[84]）
- LUPIN ZERO（2022年 - 2023年、ルパン[85]）
- T・Pぼん（2024年、桜木武男）

### ゲーム
2011年
- 遊☆戯☆王ゼアル デュエルターミナル（九十九遊馬）

2013年
- 遊☆戯☆王ゼアル 激突! デュエルカーニバル!（九十九遊馬、ゼアル）

2015年
- チェインクロニクル（シュレン）
- 夢色キャスト（城ヶ崎昴）
- 夢王国と眠れる100人の王子様（トニ）

2016年
- ぐるぐる召喚マジカルギア（アクセル）
- 僕のヒーローアカデミア バトル・フォー・オール（上鳴電気）
- 嫁コレ（生駒）
- 喧嘩番長 乙女（吉良希）
- 白猫プロジェクト（グレン）
- 遊☆戯☆王デュエルモンスターズ 最強カードバトル!（九十九遊馬）
- ワールドクロスサーガ（源頼光、呂布）
- 豆しば大作戦（黒岩大）
- チェインクロニクル 絆の新大陸（ザエル）
- 妖怪ウォッチ ぷにぷに（蒼月潮、蒼月潮S）
- League of Legends（エコー）

2017年
- チェインクロニクル3（マウリッツ）
- ドラゴンジェネシス -聖戦の絆-（青龍）
- 幻獣契約クリプトラクト（ジニアス）
- アナザーエデン 時空を超える猫（ブリーノ）
- 武器よさらば（昇龍）
- GOD WARS 〜時をこえて〜（キンタロウ）
- 喧嘩番長 乙女 〜完全無欠のマイハニー〜（吉良希）
- 神式一閃 カムライトライブ（ゼッカ）
- KING OF PRISM プリズムラッシュ！LIVE（香賀美タイガ）
- NewみんなのGOLF（ランドスタッフ）
- アニドルカラーズ（春宮亜蘭）
- ニル・アドミラリの天秤 クロユリ炎陽譚（黎雪加）
- PaniPani -パラレルニクスパンドラナイト-（天条ソル）
- アイドルDTI（黄金尊）
- エターナルリンケージ 〜蒼穹のアムネシア〜（アレックス）
- あやかしむすび（七星宝良）
- R.E.D 〜RAGE EXTINGUISH DAY〜（管离）
- 神撃のバハムート（ウォルター）

2018年
- A3!（兵頭九門）
- WolfToxic -オオカミ男に気をつけろ-（狐塚カイリ）
- アイ★チュウ（木崎凛太朗）
- 魔王さまをプロデュース! 〜七つの大罪 for GIRLS〜（サタン）
- スーパーガンダムロワイヤル（マシロ・オークス）
- デジモンリアライズ（エレキモン）
- シンエンレジスト（ニコ）
- IDOL FANTASY（朧夜呀狼）
- DREAM!ing（志部谷幽）
- 僕のヒーローアカデミア One's Justice（上鳴電気）
- ブレイドスマッシュ（エイジ）
- ロックマン11 運命の歯車!!（ブラストマン）
- キャプテン翼ZERO 〜決めろ！ミラクルシュート〜（森崎有三）
- 夢間集（六爻棋）
- オンエア!（森重優那）
- アークザラッド R（アレク）
- 甲鉄城のカバネリ -乱- 始まる軌跡（生駒）

2019年
- ラングリッサー モバイル（ルイン）
- あんさんぶるスターズ!（香賀美タイガ）
- ワールドフリッパー（オロウル、クロ）

2020年
- キングダム ハーツIII（ヨゾラ） - DLC追加キャラクター
- 僕のヒーローアカデミア One's Justice 2（上鳴電気）
- ファイナルファンタジーVII リメイク（レズリー・カイル）
- キャプテン翼 RISE OF NEW CHAMPIONS（森崎有三、小田和正、平岡徹、曽田和昭）
- 遊戯王 デュエルリンクス（九十九遊馬、ゼアル）

2021年
- Paradigm Paradox（雪波）
- 僕のヒーローアカデミア ULTRA IMPACT（上鳴電気）
- 機動戦士ガンダム エクストリームバーサス2（2021年 - 2025年、マシロ・オークス） - 3作品
- MARS RED 〜彼ハ誰時ノ詩〜（栗栖秀太郎）
- 原神（ゴロー）

2022年
- 機動戦士ガンダム U.C. ENGAGE（2022年 - 2025年、アゴス・ラガート、マシロ・オークス）
- 聖剣伝説 ECHOES of MANA（フリック）
- even if TEMPEST 宵闇にかく語りき魔女（ルーン）
- ポケモンマスターズEX（2022年 - 2024年、ヒュウ）
- ファイアーエムブレム無双 風花雪月（主人公〈男〉）
- ファイアーエムブレム ヒーローズ（2022年 - 2024年、シェズ）
- 東京リベンジャーズ ぱずりべ！全国制覇への道（柴八戒）
- ドラゴンクエスト トレジャーズ 蒼き瞳と大空の羅針盤（エリミネーター族、オーク族）

2023年
- 共闘ことばRPG コトダマン（柴八戒、上鳴電気）
- 妖怪ウォッチ ぷにぷに（柴八戒）
- 僕のヒーローアカデミア ULTRA RUMBLE（上鳴電気）

2024年
- ファイナルファンタジーVII リバース
- 百英雄伝 (ユーテッド）
- 18TRIP（浜咲楓〈主人公男〉）
- アッシュエコーズ（エステバン / フレデリック・ダフデル）

### ドラマCD
- 千年戦争アイギス 月下の花嫁（2015年、王子[122]） - 小説第4巻 ドラマCD付き特装版
- 日々蝶々（2015年、男子生徒） - 『マーガレット』2014年24号・2015年1号付録
- Paradox Live（2020年 - 、伊藤紗月[123]）
- 継母の連れ子が元カノだった（2020年、川波小暮） - 小説第5巻 ドラマCD付き特装版[124]
- 勇者宇宙ソーグレーダー オーディオドラマ Vol.1・2（2025年、フォトラ）

### BLCD
- かしこまりました、デスティニー シリーズ（2017年 - 2018年、西園寺次郎）
  - かしこまりました、デスティニー side:Master
  - かしこまりました、デスティニー side:Butler
  - かしこまりました、デスティニー 〜Answer〜
- 恋と性と魔法の作用（2018年 − 2019年、湯島一弥〈ミロク〉）
  - 性と体と恋の反作用

### オーディオドラマ
- ウルトラマンゼット&ゼロ ボイスドラマ（2020年、ウルトラマンゼット[125]）
- This Is It! 制作進行東雲次郎 ティザームービー（2020年、東雲次郎[126][127][128]）
- TRUE WIRELESS STEREO EARPHONES 畠中祐 モデル 『オトもラジオ』BUDDY PASS付（2022年、オリジナルボイスドラマ[129]）
- 鋼の錬金術師 MOBILE 白銀の号哭（2024年、カール[130]）
- 燈の守り人～幻想夜話～（2025年、大間埼灯台[131]）

### 吹き替え

#### 担当俳優
ノエル・フィッシャー
- シェイムレス 俺たちに恥はない（ミッキー・ミルコヴィッチ）
- ミュータント・タートルズシリーズ（ミケランジェロ）
  - ミュータント・タートルズ
  - ミュータント・ニンジャ・タートルズ:影〈シャドウズ〉

#### 映画
- アバター:ウェイ・オブ・ウォーター（ネテヤム〈ジェイミー・フラッターズ〉[133]）
- ある少年の告白（ゲイリー〈トロイ・シヴァン〉）
- エイリアン:ロムルス（ビヨン〈スパイク・ファーン〉[134]）
- お!バカんす家族（ジェームズ・グリズワルド〈スカイラー・ギソンド〉）
- ウォルト・ディズニーのサンタクローズ3/クリスマス大決戦!（カーティス〈スペンサー・ブレスリン〉）
- 希望のカタマリ（タイ〈レンジー・フェリズ 〉[135]）
- グランツーリスモ（パーソル〈ニクヒル・パーマー〉[136]）
- サウスポー
- ザ・レジェンド（ジャオ）
- シャギー・ドッグ（ジョッシュ・ダグラス〈スペンサー・ブレスリン〉）
- スパイアニマル・Gフォース（コナー）
- ゾーイの秘密アプリ（怪物男1）
- ディア・エヴァン・ハンセン（エヴァン・ハンセン〈ベン・プラット〉）
- トランセンデンス（バイク少年）
- ナルニア国物語シリーズ（エドマンド・ペベンシー〈スキャンダー・ケインズ〉）
  - ナルニア国物語/第1章: ライオンと魔女[137]
  - ナルニア国物語/第2章: カスピアン王子の角笛
  - ナルニア国物語/第3章: アスラン王と魔法の島[138]
- 20歳よ、もう一度（シャン・チェンチン〈ルハン〉）
- パシフィック・リム: アップライジング（ジナイ〈ウェスレイ・ウォン〉[139]）
- ファイ 悪魔に育てられた少年（ファイ〈ヨ・ジング〉）
- 47RONIN（少年のカイ）
- マーベル・シネマティック・ユニバース（ユージーン・“フラッシュ”・トンプソン〈トニー・レヴォロリ〉）
  - スパイダーマン:ホームカミング[140]
  - スパイダーマン:ファー・フロム・ホーム[141]
  - スパイダーマン:ノー・ウェイ・ホーム[142]
- マッド・ガンズ（ジェローム〈コディ・スミット＝マクフィー〉）
- マッドマックス/サンダードーム スーパーチャージャー版（スレイク〈トム・ジェニングス〉）
- ムービー43（ネイサン〈ジミー・ベネット〉）
- ムーラン（リン〈ジミー・ウォン〉[143]）
- メイズ・ランナーシリーズ（トーマス〈ディラン・オブライエン〉）
  - メイズ・ランナー
  - メイズ・ランナー2: 砂漠の迷宮
  - メイズ・ランナー: 最期の迷宮
- 6才のボクが、大人になるまで。（メイソン・エヴァンス・ジュニア〈エラー・コルトレーン〉）

#### ドラマ
- アメリカン・ゴシック 〜偽りの一族〜
- AND JUST LIKE THAT... / セックス・アンド・ザ・シティ新章（ブレディ・ホッブス〈ニール・カニンガム〉[144]）
- GRIMM/グリム（デレク）
- グレイズ・アナトミー 恋の解剖学 シーズン12 #17
- ゲーム・オブ・スローンズ（トリスタン・マーテル〈トビー・セバスチャン〉、ロビン・アリン〈リノ・ファシオリ〉）
- ザ・フォロイング（少年時代のジョー・キャロル）
- CSI:ニューヨーク シーズン9 #12（ジェイソン・ライリー〈クリス・ブロシュー〉）
- スクール・オブ・ロック（ザック〈ランス・リム〉[145]）
- ティーン・ウルフ（スコット・マッコール〈タイラー・ポージー〉）
- ナース・ジャッキー シーズン5（ダニー）
- Major Crimes 〜重大犯罪課（ルイス）

#### アニメ
- オープン・シーズン4 おおかみ男とひみつの森（ポーキュパイン）
- ザ・スーパーマリオブラザーズ・ムービー（ルイージ[146]）
- スクルージ:クリスマス・キャロル（スクルージ〈青年時代〉）
- しろくまノーム ニューヨークへ（クイン[147]）
- SING/シング（猫青年）
- ドックはおもちゃドクター（トバイアス）
- ミラベルと魔法だらけの家（カミロ[148]）
- モンスターズ・ユニバーシティ（ティーン男子の声1）
- ライアンを探せ!（ライアン）
- ラプンツェル ザ・シリーズ（ユージーン・フィッツハーバート〈少年期〉）
- ルイスと未来泥棒（スタンリー）
- ロボット・キッカーズ（イワン）

### 特撮
- ウルトラマンZ（2020年、ウルトラマンゼットの声[149]）
- ウルトラギャラクシーファイト（2021年 - 2022年、ウルトラマンゼットの声[150]） - 2シリーズ[一覧 15]
- ウルトラマントリガー NEW GENERATION TIGA（2021年 - 2022年、ウルトラマンゼットの声[151]） - 2作品[一覧 16]
- ウルトラマン ニュージェネレーション スターズ（2023年 - 2025年、ウルトラマンゼットの声） - 2シリーズ[一覧 17]

### ラジオ
※はインターネット配信。
- なりゆきNIGHT（2015年 - 、ニコニコ動画※→アニメイトタイムズ※）
- カバネリツアーズ（2016年、音泉※）[152]
- 畠中祐の今、向かってます!!!（2016年 - 2018年、声グララジオチャンネル※・HiBiKi Radio Station※）[153]
- KING OF PRISM ラジオ 〜Secret Rose Time〜（2016年 - 2017年、HiBiKi Radio Station※）[154]
- 畠中祐・悠太のポン☆コツ再生工場（2017年 - 、東海ラジオ）[155]
- 武装少女マキャヴェリズム すくすく矯正するらじお!（2017年、音泉※・ニコニコ動画※）
- 僕のヒーローアカデミア ラジオ オールマイトニッポン（2017年、音泉※）
- アイドルDTI 〜裸ジオis美〜（2017年 - 2018年、マンガPark※）
- 柿原徹也・畠中祐 ボクらが君を幸せにするラジオ（2018年 - 、文化放送）[156]
- ラジリスク新章 〜甲賀忍放送〜（2018年、音泉※）[157]
- ユニゾン!〜ジェネレーション〜（2018年、文化放送）
- 8P Radio 〜新世界への道〜（2018年、アニメイトタイムズ※）[158]
- 畠中祐 ランズベリー・アーサーの俺にかまわず先に行け!（2018年 - 、声グラオトメチチャンネル※）
- カバネリツアーズ -乱-（2018年、音泉※）[159]
- SCHOOL OF LOCK!内『ANZEN LOCKS! supported by JA共済』(2022年11月7日 - 、TOKYO FM) - 安藤全一（通称：アンゼン先生）役[160]
- A&G TRIBAL RADIO エジソン（2025年 - 、文化放送・QloveR※）[161]

### 舞台
- AD-LIVE
  - AD-LIVE 2021（2021年9月25日、三郷市文化会館）
  - AD-LIVE 2022（2022年8月27日、J:COMホール八王子）
  - AD-LIVE 2023（2023年9月24日、メルパルク大阪）
- 扉をあけるその先に〜北斎からドビュッシーまで、響く波の広がり〜（2022年7月14日）[162]
- 劇団ヘロヘロQカムパニー「立て！マジンガーZ!!」（2022年11月27日、こくみん共済 coop ホール／スペース・ゼロ） - 日替わりゲスト[163]
- 朗読劇『ドリアン・グレイの肖像』
- 音楽座ミュージカル「シャボン玉とんだ宇宙までとんだ」（2023年10月27日 - 11月5日、草月ホール/12月9日、JMSアステールプラザ 大ホール/12月3日 悠邑ふるさと会館（島根県邑智郡川本町）/12月16日 水戸市民会館 グロービスホール） - 三浦悠介役（Wキャスト）[164]
- プレミアム音楽朗読劇VOICARION XVII「スプーンの盾」（2023年12月19日、シアタークリエ） - アントナン・カレーム役
- 江戸川乱歩 名作朗読劇「怪人二十面相－暗黒星－」（2024年2月28日、博品館劇場） [165]
- 朗読劇『ROOM』（2024年5月26日、こくみん共済 coop ホール/スペース・ゼロ）[166]
- 朗読劇「若きウェルテルの悩み」（2024年5月5日、TOKYO FM HALL）[167]
- BRILLIANT HOTELS Luxurious reading theater（2024年7月6日、YAMANO HALL） - ガーデン 役[168]
- 朗読劇「ニュー・ルネッサンス・イン・パリ」（2024年7月27日、博品館劇場）[169]
- 朗読劇「瓶詰めの海は寝室でリュズタンの夢をうたった」〜トノキヨの夏休み〜（2024年9月29日、Mixalive TOKYO Theater Mixa） - ワカメボーイ 役[170]
- SF空想科学朗読劇「宇宙戦争」(2025年1月12日、I'M A SHOW）[171]
- 「平家物語 -胡蝶の被斬-」（2025年3月14日 - 17日、新国立劇場）[172]
- 音楽朗読劇「仮面の男」〜アレクサンドル・デュマ・ペール「ダルタルニャン物語」より〜（2025年3月8日、博品館劇場） - ポルトス 役 他[173][174]
- こえかぶ 朗読で楽しむ歌舞伎〜梅と松と桜〜篇（2025年8月11日、三越劇場）[175]
- テンダープロプロデュース 朗読劇「遠き夏の日2025」（2025年8月21日 - 24日〈予定〉、赤坂RED/THEATER）[176][177]
- VISIONARY READING「三島由紀夫レター教室」（2025年10月11日〈予定〉、紀伊國屋ホール） - 炎タケル 役[178]

### テレビ番組
※はインターネット配信。
- 声優と夜あそび（2021年 - 、ABEMA※）[179]
- 声優に丸なげ！（2024年、CBCテレビ・BS11）[180]

### 映像商品
- 女子的情報誌 TSUBASA MAGAZINE（2014年9月17日）[181]
- ときめきレシピ 執事レストランへようこそ〜畠中祐&ランズベリー・アーサー〜（2016年12月21日）[182]
- 8P channel（2016年12月21日 - ）[183]
- 三木眞一郎のおもてなしドライブ Vol.4 畠中祐（2017年6月23日）[184]
- KENPROCK Festival 2017（2017年8月26日）[185]
- 声優だって旅します the 2nd VOL.3 梶裕貴・畠中祐/沖縄編（2017年9月13日）[186]
- 声優だって旅します the 2nd スペシャルイベント ‐旅の思い出は○○だったね! We love “KOETABI”!‐（2018年3月7日）[186]
- Animelo Summer Live 2017 -THE CARD- 8.26（2018年3月28日）[187]
- KING OF PRISM SUPER LIVE MUSIC READY SPARKING！（2018年3月30日）[188]
- セカイ系バラエティ 僕声（2018年7月4日）[189]
- 「セカイ系バラエティ 僕声」FESTIVAL 2018〜僕らはこのステージからセカイを救えるのか？〜（2018年7月4日）[189]
- Original Entertainment Paradise -おれパラ- 2017 10th Anniversary 〜ORE!!SUMMER〜＆〜Welcome to おれたちのパラダイス〜（2018年8月8日）[190]
- 夢色キャスト DREAM☆SHOW 2017 LIVE（2018年9月12日）[191]
- 声優イベントDVD企画「人狼バトル lies and the truth 2018 JUNE〜人狼VS怪盗〜」（2018年11月7日）[192]
- KING OF PRISM ROSE PARTY 2018（2018年11月23日）[193]
- セカイ系バラエティ 僕声シーズン2 DVD−BOX（2019年7月3日）[189]
- Paradox Live Dope Show-2021.3.20 LINE CUBE SHIBUYA-（2021年8月20日）[194]

### CM
- マクドナルド「ワールドカップ編」（歌）
- 豆しば学園（黒岩大）
  - スイカの種篇（2019年11月28日 - ）[195]
  - プール篇（2019年12月5日 - ）[196]
  - ロッカー篇（2019年12月12日 - ）[197]

### 玩具
- ウルトラマンZ DXウルトラゼットライザー（2020年6月20日）
- ウルトラマンZ ウルトラゼットライザー -MEMORIAL EDITION-（2021年6月）
- ウルトラマントリガー DXガッツハイパーキーPremium ウルトラマンゼットキーセット（2022年2月）
- ウルトラマントリガー ガッツスパークレンス MEMORIAL EDITION（2024年2月）
- サウンド×アクション 叫ぶ!ウルトラマンゼット（2024年7月27日）
- DXアークキューブPremium ニュージェネレーションスターズセット03（2025年2月）

### その他コンテンツ
- アニメマシテ（2015年）
- サンリオキャラクター フラガリアメモリーズ （アルペック[198]）
- みっちりねこPOP プロモーションビデオ 〜ゲーム説明（にゃーver.）〜（2016年、ナレーション）
- 手酌ですみません！〜声優たちのとっておきの居酒屋(ひみつきち)〜（2017年）
- ビットワールド（2017年）
- VRパーティ キッチン男子 畠中祐編（2018年）
- VRパーティ グルメ男子 畠中祐編（2018年）
- VRパーティ パーティ男子 畠中祐編（2018年）
- VRパーティ キッチン男子 畠中祐 番外編 タマネギチャレンジ（2018年）
- P甲鉄城のカバネリ（2021年、生駒）
- Pバジリスク 〜桜花忍法帖〜（2021年、甲賀八郎）
- TOoKA BASEブランド
  - TRUE WIRELESS STEREO EARPHONES アニメ『僕のヒーローアカデミア』 コラボモデル（2021年、上鳴電気[199]）
  - TRUE WIRELESS STEREO EARPHONES 畠中祐 モデル（2022年、システムボイス[129]）
- ローソン銀行ATM「いらっしゃいま声優ATM」キャンペーン（2022年6月20日 - 7月18日、スタート音声[200]）
- ボイスコミック『大東京鬼嫁伝』（2022年、花札進太[201]）
- アテレコ映像&ボイスコミック VOICE ON COMIC『ゴッホさんは同人業界に興味があるそうです』（2024年、ゴッホ（ヴァンサン）[202]）
- 『Happy Birthday ちとせくん』コミックス発売記念ボイス付きPV（2024年、千歳[203]）
- 愛天使世紀ウェディングアップル（2025年、ブクロク[204]）
- 燈の守り人 灯台音声ガイド 青森県大間町 大間埼灯台（2025年、ナビゲーター[205]）

## ライブ・イベント

### 合同ライブ
| 出演日        | タイトル                                                                | 会場                                      |
| ------------- | ----------------------------------------------------------------------- | ----------------------------------------- |
| 2019年6月22日 | 20th Anniversary ランティス祭り 2019 A・R・I・G・A・T・O ANISONG 本公演 | 幕張メッセ国際展示場 9-11ホール（千葉県） |
| 2022年9月17日 | ナガノアニエラフェスタ 20〜22                                           | 駒場公園（長野県）                        |
| 2023年2月11日 | オダイバ!!超次元音楽祭 -ヨコハマからハッピーバレンタインフェス2023-     | ぴあアリーナMM（神奈川県）                |

## ディスコグラフィ

### シングル
|            | 発売日         | タイトル               | 規格品番   | 規格品番   | オリコン 最高位 |
| 初回限定盤 | 発売日         | タイトル               | 通常盤     |            | オリコン 最高位 |
| ---------- | -------------- | ---------------------- | ---------- | ---------- | --------------- |
| 1st        | 2017年7月12日  | STAND UP               | LACM-34615 | LACM-14615 | 27位            |
| 2nd        | 2018年8月22日  | 真夏BEAT               | LACM-34802 | LACM-14802 | 37位            |
| 3rd        | 2019年7月24日  | not GAME               | LACM-34884 | LACM-14884 | 34位            |
| 4th        | 2020年8月19日  | HISTORY                | LACM-34007 | LACM-24007 | 30位            |
| 5th        | 2020年10月28日 | DYING WISH             | LACM-34071 | LACM-24071 | 28位            |
| 6th        | 2020年11月25日 | Promise for the future | LACM-34072 | LACM-24072 | 36位            |
| 7th        | 2021年4月28日  | TWISTED HEARTS         | LACM-34110 | LACM-24110 | 27位            |
| 8th        | 2023年11月29日 | グッドラック           | LACM-34464 | LACM-24464 | 位              |

### アルバム
|            | 発売日         | タイトル | 規格品番   | 規格品番   | オリコン 最高位 |
| 初回限定盤 | 発売日         | タイトル | 通常盤     |            | オリコン 最高位 |
| ---------- | -------------- | -------- | ---------- | ---------- | --------------- |
| 1st        | 2019年3月27日  | FIGHTER  | LACA-35766 | LACA-15766 | 28位            |
| 2nd        | 2022年08月17日 | REAL     | LACA-35004 | LACA-25004 | 45位            |

### ライブ映像
|     | 発売日        | タイトル                           | 規格品番    | オリコン 最高位 |
| --- | ------------- | ---------------------------------- | ----------- | --------------- |
| 1st | 2020年2月12日 | TASUKU HATANAKA 1st LIVE -FIGHTER- | LABX-8423/4 | 18位            |

### タイアップ曲
| 楽曲                   | タイアップ                                                         | 時期   |
| ---------------------- | ------------------------------------------------------------------ | ------ |
| not GAME               | テレビアニメ『ナカノヒトゲノム【実況中】』オープニングテーマ       | 2019年 |
| DYING WISH             | テレビアニメ『憂国のモリアーティ』第1クールオープニングテーマ      | 2020年 |
| Promise for the future | 特撮テレビドラマ『ウルトラマンZ』後期エンディングテーマ            | 2020年 |
| HISTORY                | テレビ東京系『主治医が見つかる診療所』10月クールエンディングテーマ | 2020年 |
| TWISTED HEARTS         | テレビアニメ『憂国のモリアーティ』第2クールオープニングテーマ      | 2021年 |
| グッドラック           | テレビアニメ『オーバーテイク!』エンディングテーマ                  | 2023年 |

### 歌手参加作品
| 発売日        | タイトル                     | 歌 | 楽曲                 | 備考                                                           |
| ------------- | ---------------------------- | --- | -------------------- | -------------------------------------------------------------- |
| 2019年5月17日 | CROSSING STORIES             | 亜咲花、石原夏織、伊藤美来、オーイシマサヨシ、大橋彩香、ZAQ、JUNNA、鈴木このみ、スフィア、TRUE、towana（fhána）、畠中祐、幹葉（スピラ・スピカ）、三森すずこ | 「CROSSING STORIES」 | ライブイベント『Animelo Summer Live 2019 -STORY-』テーマソング |
| 2019年8月21日 | ナカノヒトゲノム【歌唱中】01 | 畠中祐 | 「アンブレラ」       | テレビアニメ『ナカノヒトゲノム【実況中】』挿入歌               |

### キャラクターソング
| 発売日   | タイトル | 歌 | 楽曲 | 備考 |
| 2016年   | 2016年 | 2016年 | 2016年 | 2016年 |
| -------- | --- | --- | --- | --- |
| 3月23日  | 夢色キャスト Vocal Collection 〜WELCOME TO THE SHOW !!〜                                                                                                | 朝日奈響也（逢坂良太）、藤村伊織（花江夏樹）、橘蒼星（豊永利行）、桜木陽向（上村祐翔）、新堂カイト（林勇）、雨宮仁（小野友樹）、城ヶ崎昴（畠中祐） | 「CALL HEAVEN!!」 | ゲーム『夢色キャスト』関連曲                                                                                  |
| 3月23日  | 夢色キャスト Vocal Collection 〜WELCOME TO THE SHOW !!〜                                                                                                | 藤村伊織（花江夏樹）、橘蒼星（豊永利行）、城ヶ崎昴（畠中祐） | 「桜よ薫れ愛薫れ」 | ゲーム『夢色キャスト』関連曲                                                                                  |
| 3月23日  | 夢色キャスト Vocal Collection 〜WELCOME TO THE SHOW !!〜                                                                                                | 朝日奈響也（逢坂良太）、新堂カイト（林勇）、城ヶ崎昴（畠中祐） | 「ハダカノココロ」 | ゲーム『夢色キャスト』関連曲                                                                                  |
| 3月23日  | 夢色キャスト Vocal Collection 〜WELCOME TO THE SHOW !!〜                                                                                                | 城ヶ崎昴（畠中祐）、橘蒼星（豊永利行）、桜木陽向（上村祐翔） | 「SKY BEATER」 | ゲーム『夢色キャスト』関連曲                                                                                  |
| 4月27日  | 劇場版 KING OF PRISM by PrettyRhythm Song&Soundtrack | 一条シン（寺島惇太）、太刀花ユキノジョウ（斉藤壮馬）、十王院カケル（八代拓）、香賀美タイガ（畠中祐）、西園寺レオ（永塚拓馬）、鷹梁ミナト（五十嵐雅）、涼野ユウ（内田雄馬） | 「ドラマチックLOVE」 | 劇場アニメ『KING OF PRISM by PrettyRhythm』エンディングテーマ                                                 |
| 5月18日  | 『うしおととら』キャラクターソングス | 蒼月潮（畠中祐） | 「いつの日か旅の終わりに」 | テレビアニメ『うしおととら』関連曲                                                                            |
| 6月24日  | 星空ホールへおいでよ♪ メッセージソングCD 斉藤編 愛熱カタルシス                                                                                          | 斉藤（畠中祐） | 「星空ホールへおいでよ♪」 「愛熱カタルシス」 | 『星空ホールへおいでよ♪』関連曲                                                                               |
| 8月31日  | KING OF PRISM Music Ready Sparking! | 香賀美タイガ（畠中祐） | 「レジェンド・ワールド」 | 劇場アニメ『KING OF PRISM by PrettyRhythm』関連曲                                                             |
| 10月26日 | 夢色キャスト ボーカルミニアルバム バースデーコレクション                                                                                                | 城ヶ崎昴（畠中祐） | 「You&Me…で, wave?」 | ゲーム『夢色キャスト』関連曲                                                                                  |
| 11月30日 | 夢色キャスト Vocal Collection2 〜DEPARTURE TO THE NEW WORLD〜                                                                                           | 雨宮仁（小野友樹）、城ヶ崎昴（畠中祐） | 「Holy melody night」 | ゲーム『夢色キャスト』関連曲                                                                                  |
| 11月30日 | 夢色キャスト Vocal Collection2 〜DEPARTURE TO THE NEW WORLD〜                                                                                           | 朝日奈響也（逢坂良太）、藤村伊織（花江夏樹）、橘蒼星（豊永利行）、桜木陽向（上村祐翔）、新堂カイト（林勇）、雨宮仁（小野友樹）、城ヶ崎昴（畠中祐） | 「Sunshine world tour」 | ゲーム『夢色キャスト』関連曲                                                                                  |
| 12月22日 | チア男子!! 4 特装限定版特典SPECIAL CD | 森尚史（畠中祐）、佐久間龍造（村瀬歩）、安藤タケル（沢城千春） | 「PRICELESS DAYS 尚史・サク・タケルVer.」 | テレビアニメ『チア男子!!』関連曲                                                                              |
| 2017年   | | | | |
| 4月26日  | 劇場版KING OF PRISM -PRIDE the HERO- ユニットプロジェクト カヅキ&タイガ                                                                                 | 仁科カヅキ（増田俊樹）、香賀美タイガ（畠中祐） | 「NEO STREET STREAM」 | 劇場アニメ『KING OF PRISM -PRIDE the HERO-』関連曲                                                            |
| 7月12日  | 夢色キャスト Vocal Collection 3 〜A Chance to Make Progress〜                                                                                           | 藤村伊織（花江夏樹）、桜木陽向（上村祐翔）、城ヶ崎昴（畠中祐） | 「HOT CHORD CRISIS」 | ゲーム『夢色キャスト』関連曲                                                                                  |
| 7月12日  | 夢色キャスト Vocal Collection 3 〜A Chance to Make Progress〜                                                                                           | 朝日奈響也（逢坂良太）、藤村伊織（花江夏樹）、橘蒼星（豊永利行）、桜木陽向（上村祐翔）、新堂カイト（林勇）、雨宮仁（小野友樹）、城ヶ崎昴（畠中祐） | 「NEVER END STORIES」 | ゲーム『夢色キャスト』関連曲                                                                                  |
| 7月12日  | 夢色キャスト Vocal Collection 3 〜A Chance to Make Progress〜                                                                                           | 新堂カイト（林勇）、城ヶ崎昴（畠中祐） | 「ファイナルアプローチ」 | ゲーム『夢色キャスト』関連曲                                                                                  |
| 9月20日  | アニドルカラーズ Clarity 1st Single | Clarity | 「Trip × Trap」「Delicious night!」 | ゲーム『アニドルカラーズ』関連曲                                                                              |
| 9月20日  | アニドルカラーズ 7Colors & Clarity 1st Single Solo CD（きゃにめ連動購入特典）                                                                           | 春宮亜蘭（畠中祐） | 「Trip × Trap」 | ゲーム『アニドルカラーズ』関連曲                                                                              |
| 9月27日  | 劇場版KING OF PRISM -PRIDE the HERO- Song&Soundtrack | エーデルローズ新入生 | 「Vivi℃ Heart Session!」 | 劇場アニメ『KING OF PRISM -PRIDE the HERO-』エンディングテーマ                                                |
| 9月27日  | 劇場版KING OF PRISM -PRIDE the HERO- Song&Soundtrack | 大和アレクサンダー（武内駿輔）、香賀美タイガ（畠中祐） | 「EZ DO DANCE -THUNDER STORM ver.-」 | 劇場アニメ『KING OF PRISM -PRIDE the HERO-』挿入歌                                                            |
| 9月27日  | 劇場版KING OF PRISM -PRIDE the HERO- Song&Soundtrack アニミュゥモ限定購入特典CD                                                                         | 香賀美タイガ（畠中祐） | 「EZ DO DANCE -THUNDER STORM ver.-」 | 劇場アニメ『KING OF PRISM -PRIDE the HERO-』関連曲                                                            |
| 10月18日 | アイドルDTI 裸美rinth | 緋ノ瀬灯（八代拓）、黄金尊（畠中祐） | 「脱GO!!キャンドル」 | ゲーム『アイドルDTI』関連曲                                                                                   |
| 11月29日 | 夢色キャスト 聖夜のラブレター Song Collection 〜最後のロンリークリスマス〜                                                                              | 城ヶ崎昴（畠中祐） | 「最後のロンリー・クリスマス」 | ゲーム『夢色キャスト』関連曲                                                                                  |
| 2018年   | | | | |
| 5月25日  | SHOOT THE STARS | Nacht | 「SHOOT THE STARS」 | ゲーム『魔王さまをプロデュース！〜七つの大罪 for GIRLS〜』主題歌                                              |
| 6月6日   | KING OF PRISM RUSH SONG COLLECTION -RED NIGHT VAMPIRE-                                                                                                  | 一条シン（寺島惇太）、香賀美タイガ（畠中祐）、西園寺レオ（永塚拓馬） | 「約束のサジタリウス」 | ゲーム『KING OF PRISM プリズムラッシュ！LIVE』関連曲                                                          |
| 6月6日   | KING OF PRISM RUSH SONG COLLECTION -RED NIGHT VAMPIRE-                                                                                                  | 仁科カヅキ（増田俊樹）、香賀美タイガ（畠中祐） | 「FREEDOM」 | ゲーム『KING OF PRISM プリズムラッシュ！LIVE』関連曲                                                          |
| 6月20日  | GOLDEN ENCORE! | BRBRookies! | 「GOLDEN ENCORE!」 | ゲーム『A3!』関連曲                                                                                           |
| 7月4日   | セカイ系バラエティ 僕声 サウンドトラック | BELLWETHER | 「僕らの意味」 | バラエティ番組『僕声』関連曲                                                                                  |
| 7月4日   | セカイ系バラエティ 僕声 サウンドトラック | BELLWETHER | 「ハナ」 | バラエティ番組『僕声』関連曲                                                                                  |
| 8月22日  | アイ★チュウ Nice to Meet You! 〜We are MG9!〜 | MG9 | 「Nice to Meet You! 〜We are MG9〜」 「EXTRA SUMMER 〜Guys Be Ambitious!〜」                                                                                | ゲーム『アイ★チュウ』関連曲                                                                                   |
| 9月26日  | TAKE A DREAM!! | 三毛門紫音（蒼井翔太）、花房柳（古川慎）、浅霧巳影（立花慎之介）、柴咲真也（山口智広）、白華時雨（小林裕介）、槙千鶴（土岐隼一）、志部谷幽（畠中祐）、牛若湊（中島ヨシキ） | 「ゆめの世界へようこそ」 | ゲーム『DREAM!ing』関連曲                                                                                     |
| 10月3日  | A3! VIVID SUMMER EP | 夏組 | 「夏って☆パリパリ！」 | ゲーム『A3!』関連曲                                                                                           |
| 10月3日  | A3! VIVID SUMMER EP | 秋山壮太［兵頭九門（畠中祐）］、井上遼［皇天馬（江口拓也）］ | 「Exciting Charmer!」 | ゲーム『A3!』関連曲                                                                                           |
| 10月3日  | A3! VIVID SUMMER EP | 兵頭九門（畠中祐） | 「晴転のシンカー」 | ゲーム『A3!』関連曲                                                                                           |
| 10月17日 | KING OF PRISM RUSH SONG COLLECTION -Sweet Sweet Replies!-                                                                                               | 香賀美タイガ（畠中祐）、十王院カケル（八代拓） | 「Sweet Sweet Replies!」 | ゲーム『KING OF PRISM プリズムラッシュ！LIVE』関連曲                                                          |
| 10月17日 | KING OF PRISM RUSH SONG COLLECTION -Sweet Sweet Replies!-                                                                                               | 仁科カヅキ（増田俊樹）、香賀美タイガ（畠中祐） | 「NEO STREET STREAM 2018 SUMMER REMIX」 | ゲーム『KING OF PRISM プリズムラッシュ！LIVE』関連曲                                                          |
| 11月23日 | KING OF PRISM Rose Party 2018 アニミュゥモ特典CD | 一条シン（寺島惇太）、太刀花ユキノジョウ（斉藤壮馬）、十王院カケル（八代拓）、香賀美タイガ（畠中祐）、西園寺レオ（永塚拓馬）、鷹梁ミナト（五十嵐雅）、涼野ユウ（内田雄馬）、如月ルヰ（蒼井翔太）、大和アレクサンダー（武内駿輔） | 「ドラマチックLOVE Rose Party 2018 Ver」 | 劇場アニメ『KING OF PRISM by PrettyRhythm』関連曲                                                             |
| 12月19日 | KING OF PRISM X'mas Winter Eyes / Happy Happy Birthday!                                                                                                 | 一条シン（寺島惇太）、太刀花ユキノジョウ（斉藤壮馬）、香賀美タイガ（畠中祐）、十王院カケル（八代拓）、鷹梁ミナト（五十嵐雅）、西園寺レオ（永塚拓馬）、涼野ユウ（内田雄馬） | 「Winter Eyes」 「Happy Happy Birthday!」 「ドラマチックLOVE -X'mas version-」                                                                              | ゲーム『KING OF PRISM プリズムラッシュ！LIVE』関連曲                                                          |
| 12月21日 | GANG×ROCK 皇位争奪トーナメント ENTRY01 Odin;s 訊け、我が雷鳴を！                                                                                        | Odin;s | 「Don't wanna stay」 「Saqirlat」 | キャラクターCD『GANG×ROCK』関連曲                                                                             |
| 12月21日 | GANG×ROCK 皇位争奪トーナメント ENTRY01 Odin;s 訊け、我が雷鳴を！ 真殿EDITION                                                                            | 真殿紅蓮（畠中祐） | 「Don't wanna stay」 | キャラクターCD『GANG×ROCK』関連曲                                                                             |
| 12月21日 | アニドルカラーズ Clarity 1周年記念CD 「TEMPTATION’S KISS」                                                                                              | Clarity | 「TEMPTATION’S KISS」 | ゲーム『アニドルカラーズ』関連曲                                                                              |
| 2019年   | | | | |
| 3月13日  | KING OF PRISM RUSH SONG COLLECTION -STAR MASQUERADE- | 香賀美タイガ（畠中祐）、涼野ユウ（内田雄馬） | 「アンビバレンス・プレイス」 | ゲーム『KING OF PRISM プリズムラッシュ！LIVE』関連曲                                                          |
| 3月13日  | KING OF PRISM RUSH SONG COLLECTION -STAR MASQUERADE- | エーデルローズ新入生 | 「ドラマチックLOVE Thanks 1st anniversary REMIX」 | ゲーム『KING OF PRISM プリズムラッシュ！LIVE』関連曲                                                          |
| 3月27日  | BLACK OUT/HAPPY ENTERTAINER 〜ゆめライブCD 黒寮VS白寮〜                                                                                                 | 竜ヶ崎仁（武内駿輔）、槙千鶴（土岐隼一）、志部谷幽（畠中祐）、牛若湊（中島ヨシキ） | 「BLACK OUT」 | ゲーム『DREAM!ing』関連曲                                                                                     |
| 3月27日  | BLACK OUT/HAPPY ENTERTAINER 〜ゆめライブCD 黒寮VS白寮〜                                                                                                 | 望月悠馬（島﨑信長）、花房柳（古川慎）、新兎千里（花江夏樹）、獅子丸孝臣（内田雄馬）、針宮藤次（豊永利行）、三毛門紫音（蒼井翔太）、虎澤一生（深町寿成）、浅霧巳影（立花慎之介）、柴咲真也（山口智広）、白華時雨（小林裕介）、竜ヶ崎仁（武内駿輔）、槙千鶴（土岐隼一）、志部谷幽（畠中祐）、牛若湊（中島ヨシキ）、久磨凛太朗（柿原徹也）、ビアンキ由仁（天野七瑠） | 「TAKE A DREAM!!（特進生集合Ver.）」 | ゲーム『DREAM!ing』関連曲                                                                                     |
| 3月27日  | 夢色キャスト Vocal Collection 4〜Dreaming of Next Stage〜                                                                                               | 朝日奈響也（逢坂良太）、城ヶ崎昴（畠中祐） | 「Start new sailing!!」 | ゲーム『夢色キャスト』関連曲                                                                                  |
| 3月27日  | 夢色キャスト Vocal Collection 4〜Dreaming of Next Stage〜                                                                                               | 朝日奈響也（逢坂良太）、藤村伊織（花江夏樹）、橘蒼星（豊永利行）、桜木陽向（上村祐翔）、新堂カイト（林勇）、雨宮仁（小野友樹）、城ヶ崎昴（畠中祐） | 「悲劇の炎」 | ゲーム『夢色キャスト』関連曲                                                                                  |
| 4月24日  | Shiny Seven Stars!/366LOVEダイアリー | 一条シン（寺島惇太）、太刀花ユキノジョウ（斉藤壮馬）、香賀美タイガ（畠中祐）、十王院カケル（八代拓）、鷹梁ミナト（五十嵐雅）、西園寺レオ（永塚拓馬）、涼野ユウ（内田雄馬） | 「Shiny Seven Stars!」 | テレビアニメ『KING OF PRISM -Shiny Seven Stars-』オープニングテーマ                                           |
| 4月24日  | Shiny Seven Stars!/366LOVEダイアリー | 一条シン（寺島惇太）、太刀花ユキノジョウ（斉藤壮馬）、香賀美タイガ（畠中祐）、十王院カケル（八代拓）、鷹梁ミナト（五十嵐雅）、西園寺レオ（永塚拓馬）、涼野ユウ（内田雄馬） | 「366LOVEダイアリー」 | 劇場アニメ『KING OF PRISM -Shiny Seven Stars-』エンディングテーマ                                             |
| 6月26日  | アニマルズ・パレード | キツネ（畠中祐）、フクロウ（野上翔）、タヌキ（八代拓）、ライオン（榎木淳弥）、ネズミ（ランズベリー・アーサー）、ヒツジ（髙坂篤志）、ウサギ（益山武明）、シロクマ（千葉翔也） | 「アニマルズ・パレード」 | 朗読ドラマ『ぼくらのアニマル村』関連曲                                                                        |
| 6月26日  | アニマルズ・パレード | タヌキ（八代拓）、キツネ（畠中祐） | 「アニマルズ・パレード 〜No No Thanks!〜」 | 朗読ドラマ『ぼくらのアニマル村』関連曲                                                                        |
| 6月26日  | KING OF PRISM -Shiny Seven Stars- マイソングシングルシリーズ 香賀美タイガ                                                                               | 香賀美タイガ（畠中祐） | 「Fly in the sky」 | テレビアニメ『KING OF PRISM -Shiny Seven Stars-』挿入歌                                                       |
| 6月26日  | KING OF PRISM -Shiny Seven Stars- マイソングシングルシリーズ 香賀美タイガ                                                                               | 香賀美タイガ（畠中祐） | 「masquerade」 | テレビアニメ『KING OF PRISM -Shiny Seven Stars-』エンディングテーマ                                           |
| 6月26日  | A3! BRIGHT SUMMER EP | フローレンス［向坂椋（山谷祥生）］、ブロト［兵頭九門（畠中祐）］ | 「The Prince in Full Bloom〜花の王子と従者様〜」 | ゲーム『A3!』関連曲                                                                                           |
| 6月26日  | A3! BRIGHT SUMMER EP | 夏組 | 「Ever☆Blooming!」 | ゲーム『A3!』関連曲                                                                                           |
| 7月3日   | セカイ系バラエティ 僕声シーズン2 サウンドトラック | BELLWETHER | 「正座して痺れた」 | バラエティ番組『セカイ系バラエティ 僕声 シーズン2』関連曲                                                     |
| 7月3日   | セカイ系バラエティ 僕声シーズン2 サウンドトラック | BELLWETHER | 「無量大数」 | バラエティ番組『セカイ系バラエティ 僕声 シーズン2』関連曲                                                     |
| 8月7日   | KING OF PRISM -Shiny Seven Stars- マイソングシングルシリーズ 一条シン・太刀花ユキノジョウ・香賀美タイガ・十王院カケル・鷹梁ミナト・西園寺レオ・涼野ユウ | 一条シン（寺島惇太）、太刀花ユキノジョウ（斉藤壮馬）、香賀美タイガ（畠中祐）、十王院カケル（八代拓）、鷹梁ミナト（五十嵐雅）、西園寺レオ（永塚拓馬）、涼野ユウ（内田雄馬） | 「ナナイロノチカイ！ -Brilliant oath-」 | テレビアニメ『KING OF PRISM -Shiny Seven Stars-』挿入歌                                                       |
| 8月7日   | KING OF PRISM -Shiny Seven Stars- マイソングシングルシリーズ 一条シン・太刀花ユキノジョウ・香賀美タイガ・十王院カケル・鷹梁ミナト・西園寺レオ・涼野ユウ | 一条シン（寺島惇太）、太刀花ユキノジョウ（斉藤壮馬）、香賀美タイガ（畠中祐）、十王院カケル（八代拓）、鷹梁ミナト（五十嵐雅）、西園寺レオ（永塚拓馬）、涼野ユウ（内田雄馬） | 「BOY MEETS GIRL」 | テレビアニメ『KING OF PRISM -Shiny Seven Stars-』エンディングテーマ                                           |
| 9月25日  | A3! BLOOMING LIVE 2019 きゃにめ特典CD | 兵頭九門（畠中祐） | 「GOLDEN ENCORE!」 | ゲーム『A3!』関連曲                                                                                           |
| 9月27日  | KING OF PRISM -Shiny Seven Stars- BD / DVD 全巻購入特典「PRISM COVERS COLLECTION -アニミュゥモ盤-」                                                     | 太刀花ユキノジョウ（斉藤壮馬）、香賀美タイガ（畠中祐） | 「寒い夜だから…」 | テレビアニメ『KING OF PRISM -Shiny Seven Stars-』関連曲                                                       |
| 12月18日 | A3! MANKAIカンパニーミックス公演アルバム MIX SEASONS LP                                                                                                 | ワトソン［兵頭九門（畠中祐）］、モラン［兵頭十座（武内駿輔）］ | 「Qと銃」 | ゲーム『A3!』関連曲                                                                                           |
| 2020年   | | | | |
| 2月12日  | Paradox Live Opening Show | 悪漢奴等 | 「BAD BOYS 〜悪漢奴等 Underground〜」 | 『Paradox Live』関連曲                                                                                        |
| 2月19日  | 犬生は一度きり | 伊達組 | 「エターナルずんだ、えだまめフォーエバー」 | テレビアニメ『織田シナモン信長』挿入歌                                                                        |
| 3月25日  | LOVEグラフィティ | SePTENTRION | 「LOVEグラフィティ」 | 劇場アニメ『KING OF PRISM ALL STARS -プリズムショー☆ベストテン-』主題歌                                       |
| 3月25日  | LOVEグラフィティ | KING OF PRISM ALL STARS | 「ドラマチックLOVE -ALLSTARS THANKS ver.-」 | 劇場アニメ『KING OF PRISM ALL STARS -プリズムショー☆ベストテン-』関連曲                                       |
| 5月8日   | Paradox Live Stage Battle "JUSTICE" | 悪漢奴等 | 「OUTSIDERZ -悪漢奴等is Justice-」 | 『Paradox Live』関連曲                                                                                        |
| 7月22日  | DREAM!ing ゆめライブCD side BLACK | 志部谷幽（畠中祐）、牛若湊（中島ヨシキ） | 「SEESAW FRIENDS」 | ゲーム『DREAM!ing』関連曲                                                                                     |
| 9月2日   | Paradox Live Stage Battle "FAMILY" | 悪漢奴等 | 「CALL FOR FAMILIEZ -悪漢奴等 is Forever-」 | 『Paradox Live』関連曲                                                                                        |
| 11月20日 | PROJECT SCARD キャラクターソング コウガ&イツキ編 | コウガ（八代拓）、イツキ（畠中祐） | 「PATROL」 | 『PROJECT SCARD』関連曲                                                                                       |
| 11月20日 | PROJECT SCARD キャラクターソング コウガ&イツキ編 | イツキ（畠中祐） | 「PATROL」 | 『PROJECT SCARD』関連曲                                                                                       |
| 11月25日 | Paradox Live Exhibition Show | 悪漢奴等 | 「REBELLION -悪漢奴等 is still Burning-」 | 『Paradox Live』関連曲                                                                                        |
| 11月25日 | Paradox Live Exhibition Show -悪漢奴等- | 悪漢奴等 feat. 倖田來未 | 「EMPEROR - WE ON FIRE!! -」 | 『Paradox Live』関連曲                                                                                        |
| 12月23日 | 夢色キャスト Drama Theater 2〜蒼海のプレアデス〜 | 城ヶ崎昴（畠中祐） | 「誰の為に彼の星は」 | ドラマCD『夢色キャスト Drama Theater 2〜蒼海のプレアデス〜』挿入歌                                            |
| 2021年   | | | | |
| 1月8日   | KING OF PRISM BEST ALBUM "Music Goes On!" | 香賀美タイガ（畠中祐） | 「Happy Happy Birthday!」 | ゲーム『KING OF PRISM プリズムラッシュ！LIVE』関連曲                                                          |
| 1月8日   | KING OF PRISM BEST ALBUM "Music Goes On!" | DJ.COO（森久保祥太郎）、仁科カヅキ（増田俊樹）、大和アレクサンダー（武内駿輔）、香賀美タイガ（畠中祐） | 「EZ DO DANCE -STREET BATTLE ver.-」 | 『KING OF PRISM』関連曲                                                                                       |
| 1月8日   | KING OF PRISM BEST ALBUM "Music Goes On!" | Edel Rose Stars | 「BOY MEETS GIRL」 | 『KING OF PRISM』関連曲                                                                                       |
| 2月24日  | SK∞ エスケーエイト オリジナルサウンドトラック | 喜屋武暦（畠中祐） | 「Seize the Moment!!」 | テレビアニメ『SK∞ エスケーエイト』関連曲                                                                      |
| 2月24日  | Paradox Live Stage Battle "VIBES" | 悪漢奴等 | 「ROWDIEZ -悪漢奴等 Wanted Vibes-」 | 『Paradox Live』関連曲                                                                                        |
| 2月24日  | プレイタの傷 | 甲斐ヤマト（ランズベリー・アーサー）、嵐柴カズマ（千葉翔也）、茶木縞カガミ（榎木淳弥）、鷲峰ラン（益山武明）、烏末ジン（野上翔）、龍眞コウガ（八代拓）、虎尊イツキ（畠中祐）、嵐柴エイジ（髙坂篤志） | 「プレイタの傷」 | テレビアニメ『プレイタの傷』オープニングテーマ                                                                |
| 2月24日  | プレイタの傷 | 甲斐ヤマト（ランズベリー・アーサー）、嵐柴カズマ（千葉翔也）、茶木縞カガミ（榎木淳弥）、鷲峰ラン（益山武明）、烏末ジン（野上翔）、龍眞コウガ（八代拓）、虎尊イツキ（畠中祐）、嵐柴エイジ（髙坂篤志） | 「プレイタの傷 (yuzen remix)」 「プレイタの傷 (KTG remix)」                                                                                                 | テレビアニメ『プレイタの傷』関連曲                                                                            |
| 3月24日  | A3! EVER LASTING LP | 木津浩成［斑鳩三角（廣瀬大介）］、夏川空［兵頭九門（畠中祐）］ | 「Shake the Shape」 | ゲーム『A3!』関連曲                                                                                           |
| 3月31日  | Paradox Live 1st album "TRAP" | 悪漢奴等 | 「A.K.Y.R -悪漢奴等 Go over da TRAP-」 | 『Paradox Live』関連曲                                                                                        |
| 3月31日  | Paradox Live 1st album "TRAP" | BAE、The Cat's Whiskers、cozmez、悪漢奴等 | 「Rap Guerrilla -Paradox Live All ARTISTS-」 | 『Paradox Live』関連曲                                                                                        |
| 4月28日  | BUSTLING SHOW | 甲斐ヤマト（ランズベリー・アーサー）、嵐柴カズマ（千葉翔也）、茶木縞カガミ（榎木淳弥）、鷲峰ラン（益山武明）、烏末ジン（野上翔）、龍眞コウガ（八代拓）、虎尊イツキ（畠中祐）、嵐柴エイジ（髙坂篤志） | 「BUSTLING SHOW」 | テレビアニメ『プレイタの傷』エンディングテーマ                                                                |
| 4月28日  | BUSTLING SHOW | 甲斐ヤマト（ランズベリー・アーサー）、嵐柴カズマ（千葉翔也）、茶木縞カガミ（榎木淳弥）、鷲峰ラン（益山武明）、烏末ジン（野上翔）、龍眞コウガ（八代拓）、虎尊イツキ（畠中祐）、嵐柴エイジ（髙坂篤志） | 「BUSTLING SHOW (yuzen remix)」 「BUSTLING SHOW (KTG remix)」                                                                                               | テレビアニメ『プレイタの傷』関連曲                                                                            |
| 9月29日  | Paradox Live Shuffle Team Show vol.1 | CLUB CANDY | 「ギラギラCANDY NIGHT」 | 『Paradox Live』関連曲                                                                                        |
| 10月20日 | A3! SUNNY SUMMER EP | 兵頭九門（畠中祐） | 「夕敬のキャッチボール」 | ゲーム『A3!』関連曲                                                                                           |
| 10月27日 | Paradox Live Shuffle Team Show vol.2 | Beauty & Beast | 「Why do you like me??」 | 『Paradox Live』関連曲                                                                                        |
| 12月21日 | ポプテピピック ALL TIME BEST 3 | ポプ子（畠中祐）、ピピ美（増田俊樹） | 「POPメモリーズとぅYOU♪」 | テレビアニメ『ポプテピピック TVアニメーション作品第二シリーズ』挿入歌                                         |
| 2023年   | | | | |
| 3月15日  | TVアニメ『東京リベンジャーズ』 EP04 | 柴八戒（畠中祐） | 「Promise You」 | テレビアニメ『東京リベンジャーズ』関連曲                                                                      |
| 2024年   | | | | |
| 9月18日  | KING OF PRISM -Dramatic PRISM.1-「We are SePTENTRION!!!!!!!」                                                                                           | SePTENTRION | 「LINK WORLD」 | 劇場アニメ『KING OF PRISM -Dramatic PRISM.1-』主題歌                                                          |
| 10月23日 | TVアニメ『東京リベンジャーズ』 Duet EP 01 | 三ツ谷隆（松岡禎丞）、柴八戒（畠中祐） | 「Scars」 | テレビアニメ『東京リベンジャーズ』関連曲                                                                      |
| 2025年   | | | | |
| 2月19日  | 拜拜[BYE-BYE] | チャコ（小笠原仁）、アルペック（畠中祐）、ハンギョン（松岡洋平） | 「拜拜[BYE-BYE]」 | 『フラガリアメモリーズ』関連曲                                                                                |
| 5月30日  | えぶりでいホスト | えぶホスPlayers | 「えぶりでいホスト」 | テレビアニメ『えぶりでいホスト』オープニングテーマ                                                            |
| 7月28日  | ドラマチックLOVE -キンパラ Special Session ver.- | 一条シン（寺島惇太）、香賀美タイガ（畠中祐）、十王院カケル（八代拓）、鷹梁ミナト（五十嵐雅）、朱雀野アレン（梶原岳人）、矢戸乃上珂波汰（小林裕介）、大和憧吾（中島ヨシキ）、犬飼憂人（古川慎） | 「ドラマチックLOVE -キンパラ Special Session ver.-」 | 劇場アニメ『KING OF PRISM-Your Endless Call-み〜んなきらめけ!プリズム☆ツアーズ』関連曲 『Paradox Live』関連曲 |
| 8月20日  | 『KING OF PRISM-Your Endless Call-み〜んなきらめけ！プリズム☆ツアーズ』Song Collection                                                                  | 香賀美タイガ（畠中祐）、十王院カケル（八代拓）、大江戸シンヤ（河合健太郎）、マリオ（橘龍丸） | 「EZ DO DANCE -Hell's Gods' Star ver.-」 | 劇場アニメ『KING OF PRISM-Your Endless Call-み〜んなきらめけ!プリズム☆ツアーズ』挿入歌                        |
| 8月20日  | 『KING OF PRISM-Your Endless Call-み〜んなきらめけ！プリズム☆ツアーズ』Song Collection                                                                  | SePTENTRION、WITH | 「BOY MEETS GIRL -SePTENTRION＆WITH ver.-」 | 劇場アニメ『KING OF PRISM-Your Endless Call-み〜んなきらめけ!プリズム☆ツアーズ』挿入歌                        |
| 8月20日  | KING OF PRISM『ラブパラ! -Endless Love,Love-/Sparkling Days』                                                                                           | SePTENTRION | 「ラブパラ! -Endless Love,Love-」 | 劇場アニメ『KING OF PRISM-Your Endless Call-み〜んなきらめけ!プリズム☆ツアーズ』挿入歌                        |
| 8月20日  | KING OF PRISM『ラブパラ! -Endless Love,Love-/Sparkling Days』                                                                                           | SePTENTRION | 「Sparkling Days -Over the silence ver.-」 「Sparkling Days -Key to my secret ver」 「Sparkling Days -Pure voice ver.-」 「Sparkling Days -BIG LOVE ver.-」 | 劇場アニメ『KING OF PRISM-Your Endless Call-み〜んなきらめけ!プリズム☆ツアーズ』エンディングテーマ            |

### その他参加楽曲
| 発売日         | 商品名                                                           | 歌 | 楽曲                                                             | 備考                                                |
| -------------- | ---------------------------------------------------------------- | --- | ---------------------------------------------------------------- | --------------------------------------------------- |
| 2017年5月10日  | 「8P channel 2」OP&ED CD                                         | 8P | 「Jumping Smlile」                                               | 『8P channel 2』オープニングテーマ                  |
| 2017年5月10日  | 「8P channel 2」OP&ED CD                                         | 8P | 「FULL VOLUME!!」                                                | 『8P channel 2』エンディングテーマ                  |
| 2017年6月7日   | 「8P」ユニットソングCD Vol.1                                     | 畠中祐、千葉翔也                                                                                                   | 「哀シキ宿命ニ」                                                 | 『8P channel』関連曲                                |
| 2017年6月7日   | 「8P」ユニットソングCD Vol.1                                     | 畠中祐 | 「YOU & I」                                                      | 『8P channel』関連曲                                |
| 2018年9月19日  | Disney 声の王子様 Voice Stars Dream Selection                    | 畠中祐 | 「ハクナ・マタタ」                                               |                                                     |
| 2018年9月19日  | Disney 声の王子様 Voice Stars Dream Selection                    | 石川界人、上村祐翔、江口拓也、小野賢章、佐藤拓也、武内駿輔、畠中祐、羽多野渉、花江夏樹、日野聡、前野智昭、山下大輝 | 「ミッキーマウス・マーチ」                                       |                                                     |
| 2018年9月19日  | Disney 声の王子様 Voice Stars Dream Selection アニミュゥモ特典CD | 畠中祐 | 「ミッキーマウス・マーチ」                                       |                                                     |
| 2018年11月7日  | CV                                                               | 畠中祐、八代拓、榎木淳弥、ランズベリー・アーサー                                                                   | 「Come on a my cafe」                                            | 『8P channel』関連曲                                |
| 2018年11月7日  | CV                                                               | 畠中祐、ランズベリー・アーサー                                                                                     | 「I still…」                                                     | 『8P channel』関連曲                                |
| 2019年8月23日  | Happy Glitter                                                    | 畠中祐 | 「Midsummer Octave's Dream」                                     | 『8P channel』関連曲                                |
| 2019年8月23日  | Happy Glitter                                                    | 8P | 「Happy Glitter」                                                | 『8P channel』関連曲                                |
| 2019年11月22日 | Disney 声の王子様 Voice Stars Dream Live 2019 特典CD             | 石川界人、畠中祐、羽多野渉、花江夏樹                                                                               | 「キス・ザ・ガール」                                             |                                                     |
| 2019年11月22日 | Disney 声の王子様 Voice Stars Dream Live 2019 特典CD             | 石川界人、上村祐翔、江口拓也、小野賢章、佐藤拓也、武内駿輔、畠中祐、羽多野渉、花江夏樹、日野聡、前野智昭、山下大輝 | 「星に願いを」                                                   |                                                     |
| 2019年11月22日 | Disney 声の王子様 Voice Stars Dream Live 2019 アニミュゥモ特典CD | 畠中祐 | 「星に願いを」                                                   |                                                     |
| 2019年11月13日 | Everybody Smile                                                  | TASUKU&YUTA | 「Everybody Smile」 「Switch」                                   | ラジオ番組『畠中祐・悠太のポン☆コツ再生工場』関連曲 |
| 2020年6月24日  | 8P ユニットソングドラマCD Vol.2                                  | 畠中祐、髙坂篤志                                                                                                   | 「トワイライト、フィロソフィ」                                   | 『8P channel』関連曲                                |
| 2021年6月30日  | CV:2                                                             | CrowS | 「Trigger Again」                                                | 『8P channel』関連曲                                |
| 2021年6月30日  | CV:2                                                             | 8P | 「Clover's Xmas」                                                | 『8P channel』関連曲                                |
| 2021年6月30日  | CV:2                                                             | 畠中祐、榎木淳弥                                                                                                   | 「1/3ビターエンド」                                              | 『8P channel』関連曲                                |
| 2021年7月28日  | Course of my fate                                                | 8P | 「Course of my fate」 「終わらないBlooming」 「FROM THIS PLACE」 | ゲーム『Paradigm Paradox』主題歌                    |